# St. Nicolaikirche (Döbeln)

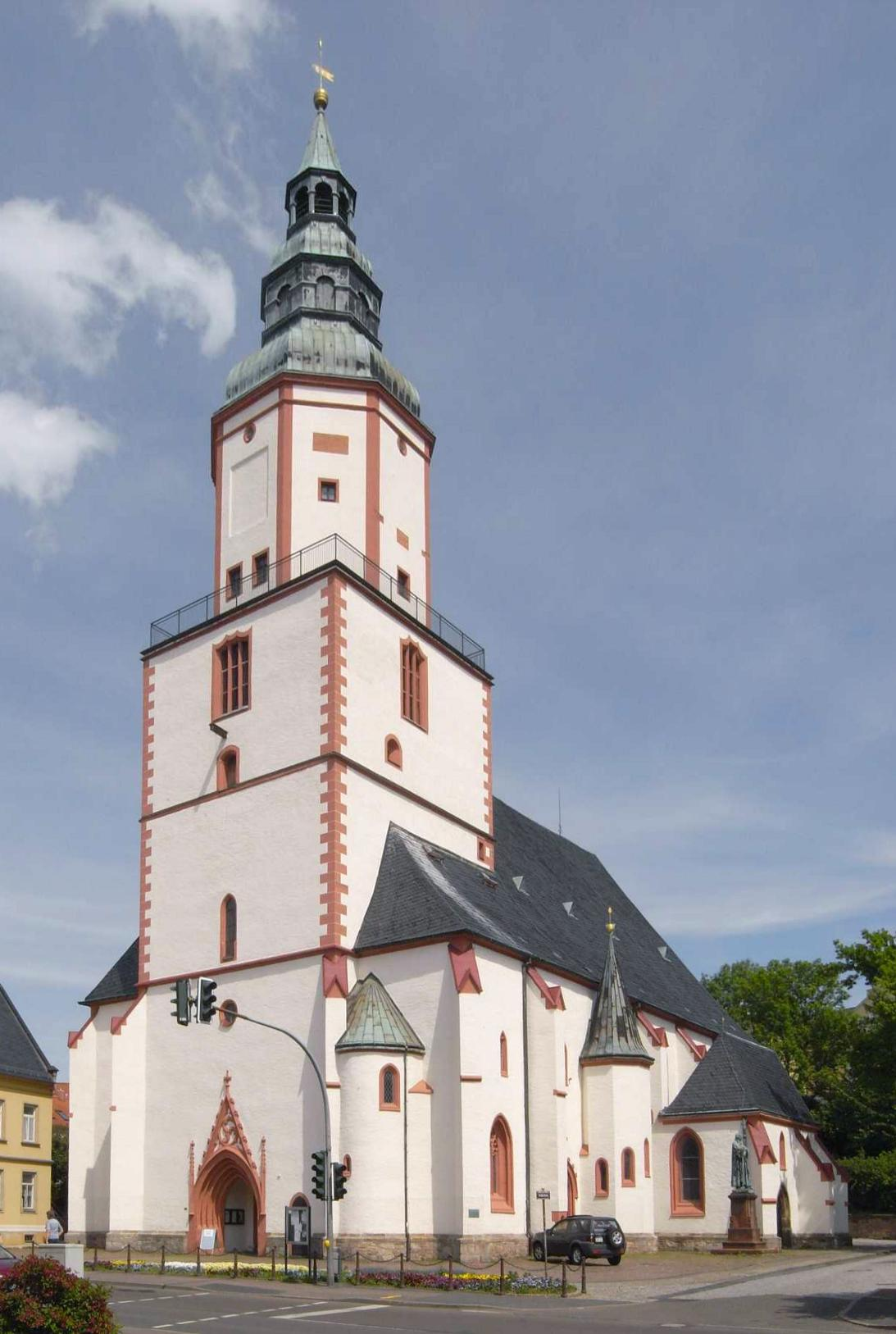
St. Nicolaikirche

Die St. Nicolaikirche steht am Fuße des Burgberges und am östlichen Abschluss der Döbelner Altstadt. Das Gotteshaus wurde im 14. Jahrhundert begonnen, in den folgenden Jahren und Jahrhunderten nach Schäden mehrfach umgebaut und erweitert.

## Geschichte
Die genauen Ursprünge der Stadtkirche sind ungeklärt. Ein erster Hinweis ergibt sich aus der urkundlichen Erwähnung eines Pfarrers im Jahr 1293. Ein frühes einfaches Kirchengebäude ist beim Stadtbrand von 1333 an dieser Stelle zerstört worden. Nach diesem Ereignis begann der Bau einer dreischiffigen Basilika im frühgotischen Baustil. Im Jahr 1479 wurde sie zu einer spätgotischen Hallenkirche umgebaut.
Bei einem weiteren Stadtbrand, über den die Dokumente berichten, erlitt vor allem der Turm der Pfarrkirche große Schäden: „Am 21. Juni 1730, früh 1 Uhr, kam in Döbeln bei dem Tuchscherer Johann Daniel Melzer in der Kirchgasse Feuer aus, welches innerhalb 5 Stunden die ganze Stadt, nebst den meisten öffentlichen Gebäuden, das Rathaus, Kirchturm, Staupitz-Ober- und Walkmühle, Kuttelhof (Schlachthof) und die Gebäude der Geistlichkeit verzehrte…“ Der erhalten gebliebene viereckige Unterturm erhielt danach ab dem Turmgang in 30 Meter Höhe einen neuen Oberturm mit oktogonalem Grundriss.
In der Folge erfolgten immer wieder Reparaturen, An- und Umbauten, im Wesentlichen ist das Kirchengebäude jedoch im Zustand aus dem 15. Jahrhundert erhalten und wurde deshalb bereits in den 1970er Jahren unter Denkmalschutz gestellt.
Die Restaurierungsarbeiten von 1885 führten zu erheblichen Veränderungen an der Fenstergestaltung des Chores und des Langhauses. Auch die kleineren spitzbogigen Türen wurden unter neogotischen Stileinflüssen umgestaltet. Die Arbeiten erfolgten unter der Leitung der Architekten Hugo Altendorff und Paul Hentschel.
Nach der deutschen Wiedervereinigung sind 1997 im Innenraum umfassende Sanierungsarbeiten vorgenommen worden, die sich jedoch mehr an die ursprüngliche Gestaltung und Ausstattung anlehnen.
Während der Hochwasserkatastrophe im August 2002 erlitt die Kirche zahlreiche Schäden, die erst 2004/2005 durch erneute umfassende Arbeiten beseitigt werden konnten.

## Architektur
An der Westseite erhebt sich der mächtige und 68 Meter hohe Turm, der in seinem unteren Bereich einen überdimensionalen quadratischen Grundriss aufweist. Auf Höhe des Dachfirsten vom Hauptschiff setzt sich der nun barocke Turm in einer schlankeren und achteckigen Form fort. Dieser Absatz stellt zugleich eine begehbare Plattform mit Rundumsicht dar. Den oberen Abschluss bildet ein doppelt gewölbter Dachstuhl mit zwei Laternen und dem zur Spitze auslaufenden Helm. Die oberen Turmbauten sind nach Bränden in den Jahren 1629 und 1733 neu aufgebaut worden.
Am Fuß des Turmes befindet sich der heutige Haupteingang mit einem prächtigen gotischen Portal, das von reicher Profilierung gekennzeichnet ist und auf 1370 datiert wird. Sein Wimperg und dessen Maßwerk sind ein Ergebnis der restauratorischen Eingriffe von 1885. An der Südseite befinden sich zwei weitere, aber kleinere Spitzbogenportale.
Die Kirche wird von 24 Strebepfeilern umschlossen, die das Langhaus, die südlich angelagerte Sakristei (Marien-Kapelle), den Chor sowie den Kirchturm stützen. Das Langhaus besteht aus einem Mittelschiff mit Sterngewölbe und den beiden Seitenschiffen mit einfachem Kreuzgewölbe. Der Anbau der Sakristei verdeckt das ehemalige Südportal, ein großes Spitzbogenportal in Sandstein.

An der rechten Flanke vom Kirchturm und an der Südseite des Langschiffes (dieser 1885 errichtet) befindet sich jeweils ein Treppenturm mit Spitzdach.
Das Maßwerk der Chorfenster stammt seinem Ursprung nach aus dem 14. Jahrhundert.

## Glocken
Von alters her befindet sich im Kirchturm von St. Nicolai ein vierstimmiges Geläut.
Im 16. Jahrhundert gab es bereits vier Bronzeglocken im Kirchturm, die von der Gießerei Hilliger, Freiberg, hergestellt worden waren. Sie stürzten nach einem Blitzschlag im Jahr 1629 herab und zersprangen. Die Gemeinde ließ daraufhin neue gießen. Der oben genannten Brand im Jahr 1730 zerstörte am Kirchengebäude das gotische Spitztürmchen sowie den Glockenstuhl samt der vier Glocken, die in der Glut schmolzen. Die Kirchgemeinde bestellte bei der Gießerei Michael Weinhold aus Dresden vier neue Glocken, von denen die ersten beiden im Februar 1731 geliefert wurden, die anderen zwei im Mai des Jahres. Der Glockenmantel der Betglocke trug folgende Inschrift: „Gleich meiner Schwester ich im Feuer zwar zerfloss, doch mich neu Weinholds Hand in Dresden wieder goß; der Ton dringt in das Ohr, das Wort ins Herze fallet, an dem halt fest, auf Gott nur eure Hoffnung stellet“. Die Inschrift der Abendglocke erinnerte ebenfalls an die Geschichte: „Der Turm geriet in Brand, verlor die schöne Spitze, hierauf zerschmolzen bald 4 Glocken in der Hitze – den 21. Juni 1730.“ Die Glocken erklangen in den Tönen C, Es und F und läuteten erstmals am 9. Juni 1731.

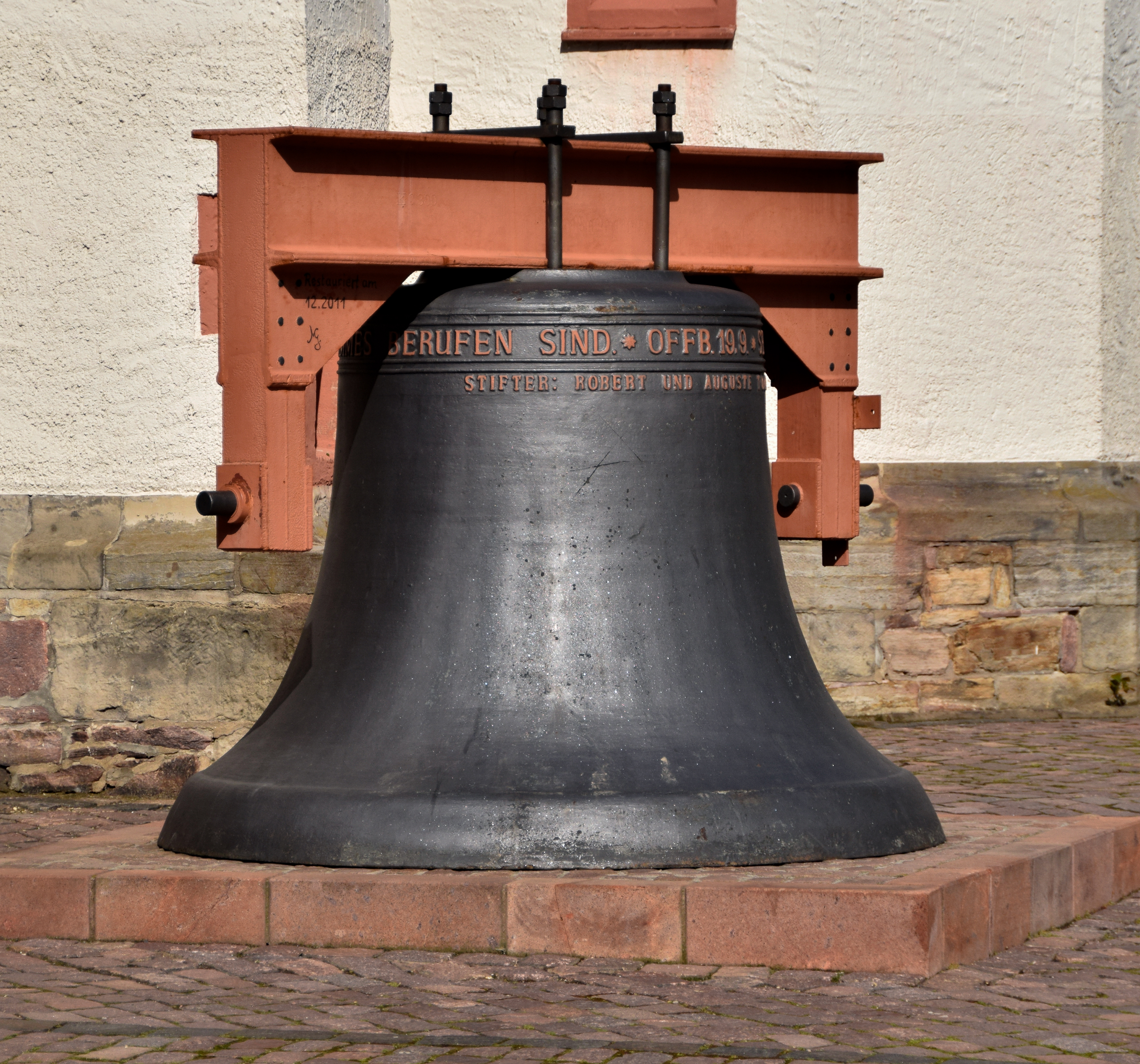
Die am Lutherplatz vor der St. Nicolaikirche abgestellte Abendmahlsglocke

So blieb es nun etliche Jahrhunderte. Im Jahr 1917, mitten im Ersten Weltkrieg musste die Kirchgemeinde die drei größten Glocken als Metallspende des deutschen Volkes zur Umarbeitung in Kriegsgerät abliefern. Im Jahr 1921 konnten vier neue Gussstahlglocken aus der Glockengießerei Schilling und Latterman aus Morgenröthe in den Turm aufgezogen werden. Ihre Herstellung erfolgte mittels bedeutender Spende von Döbelner Einwohnern, darunter das Ehepaar Auguste und Robert Tümmler, Oswald Greiner sen. und Emil Stockmann sowie Georg und Alfred Richter.
Das Geläut bestand aus der großen oder Abendmahlsglocke (75 Zentner), der Predigtglocke (45 Zentner), der Gebetsglocke (23 Zentner) und der Tauf- bzw. Sterbeglocke (13 Zentner). Alle Glocken trugen neben den Namen der Spender Bibelsprüche.
Als diese im Oktober 2011 wegen des schlechten Allgemeinzustandes ausgebaut werden mussten, erhielten sie einen Ehrenstandort vor der Kirche. Für ein neues Geläut, das nun wieder aus Glockenbronze bestehen sollte, gab es eine Ausschreibung unter vier Gießereien, den Zuschlag erhielt die Glockengießerei Rudolf Perner in Passau. Die neu gegossenen Glocken bekamen auch wieder Inschriften und Bildnisse auf den Glockenwandungen. Die künstlerische Gestaltung zeigt das Lamm Gottes mit der Fahne (Glocke 1), den heiligen Nikolaus (2), das Christusmonogramm (3) und den Taufstein der Kirche. Alle Glocken tragen neben den unten genannten Umschriften am oberen Rand noch die Umschrift:
„Evangelisch–Lutherische St. Nicolaikirche Döbeln 2012“. Die Kosten betrugen 32.000 Euro, die Glockenweihe konnte die Kirchengemeinde am 18. März 2012 feiern.
Übersicht
| Glocke | Name/Funktion    | Gewicht | Schlagton | Umschrift                                                               |
| ------ | ---------------- | ------- | --------- | ----------------------------------------------------------------------- |
| 1      | Abendmahlsglocke | 1440 kg | es′       | „Selig sind, die zum Hochzeitsmahl des Lammes berufen sind“ (Offb 19,9) |
| 2      | Predigtglocke    | 1100 kg | f′        | „O Land, Land, höre des Herrn Wort“ (Jer 22,29)                         |
| 3      | Gebetsglocke     | ≈730 kg | a′        | „Betet ohne Unterlass“ (1 Thess 5,17)                                   |
| 4      | Taufglocke       | ≈440 kg | c″        | „Wer da glaubt und getauft wird, der wird selig werden“ (Mk 16,16)      |

## Ausstattung

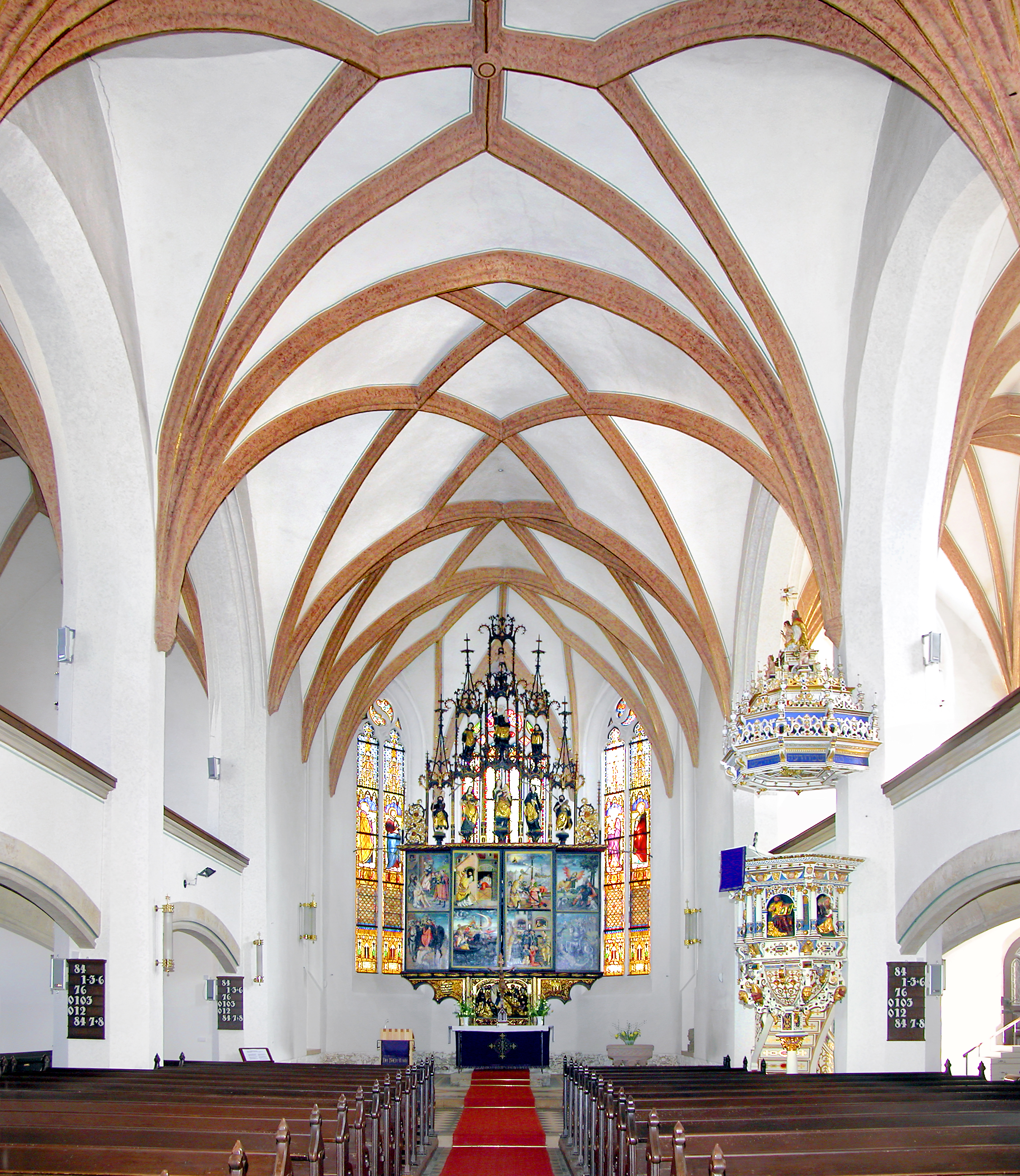
Blick auf Altar und Kanzel

### Turmunterbau und Langhaus
Die heutige Farbfassung des Innenraums beruht auf dem Stand von 1929. Bei den Renovierungsarbeiten in den Jahren 1976 bis 1977 erfolgte eine grundhafte Instandsetzung der Gebäudesubstanz.
Nach dem Eingangsportal befindet sich ein Vorraum, der den untersten Teil vom quadratischen Turm darstellt und ein sternförmiges Zellengewölbe aus dem 15. Jahrhundert besitzt.
Das Mittelschiff wird von zwei Seitenschiffen flankiert, die beidseitig Emporen tragen. Die Hauptsäulen des Hallengewölbes besitzen einen achteckigen Querschnitt. Die Decke ist in Stern- und Kreuzrippengewölbe ausgeformt. Den Chor und sein Vorjoch überspannen je ein Netzgewölbe.

### Altar
Der zweiseitige dreifache Flügelaltar, ein Schnitzaltar, gilt als ein bemerkenswertes Werk sakraler Kunst in Sachsen. Der filigrane Altar ist elf Meter hoch und ein Werk des Meisters des Döbelner Hochaltars, einem mutmaßlichen Cranachschüler aus der Freiberger Schule, und entstand um 1520.
Im mittleren Teil, dem Schrein, sind die folgenden drei Heiligen als Schnitzfiguren dargestellt: Wenzel mit Speer und Schild, Nikolaus mit dem Bischofsstab und Leonhard, in der Hand den Abtsstab tragend. Der Schrein wird links und rechts von einem Zierstab begrenzt, der jeweils zwei übereinander angeordnete kleine Figuren trägt. Links sind es Hieronymus und Augustinus und rechts Gregor der Große und Ambrosius.
In den beiden Altarflügeln werden jeweils zwei Schnitzfiguren stehend dargestellt, darunter die Evangelisten an Schreibpulten. Die großen Schnitzfiguren sind im linken Flügel der Evangelist Johannes mit dem Giftbecher in der Hand und der heilige Florian mit einer Flagge. Der rechte Flügel zeigt Maria Magdalena in der Hand ein Salbgefäß haltend und die heilige Barbara mit einem Turm zu ihren Füßen.

### Kanzel und weitere Elemente

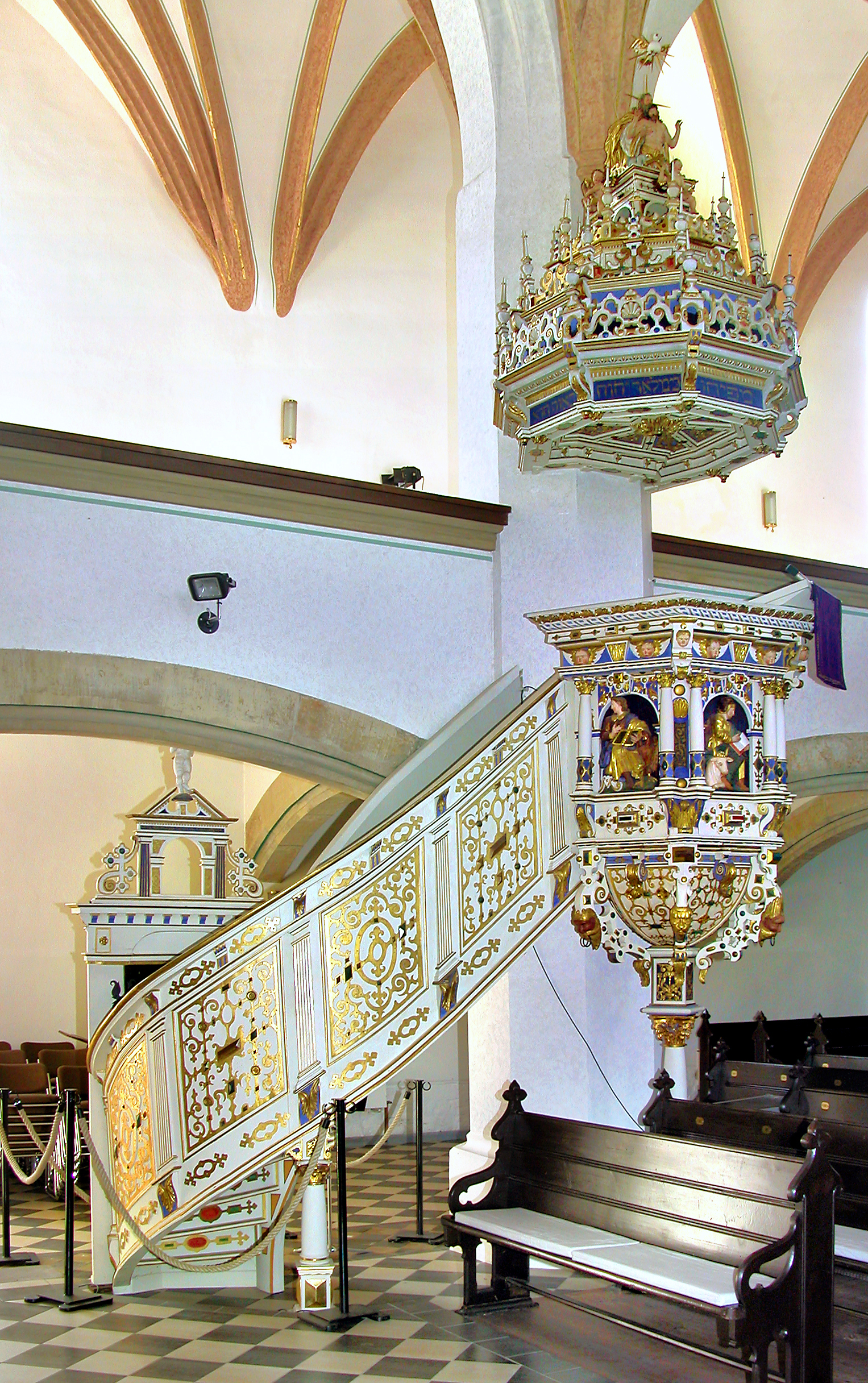
Kanzel

Die Kanzel ist ein Renaissance-Schnitzwerk mit großem Detailreichtum und das Werk von Daniel Schatz. Sie trägt eine Datierung von 1599. Zu dieser Arbeit gehört ein mehrfach getreppter Schalldeckel. Beide Ausstattungsteile tragen einen reichlichen figürlichen Schmuck in einer lebendigen farblichen Fassung. Die Innenseite der Kanzeltür am Fuße des geschwungenen Kanzelaufganges zeigt ein Gemälde des Apostels Petrus in lebensnaher Größe.
Bemerkenswert sind ein Abendmahlskelch mit der Jahreszahl 1470 sowie ein Relief vom Beginn des 16. Jahrhunderts.

### Taufbecken
Die Kirche besitzt zwei Taufbecken. Im Altarbereich steht das jüngere von beiden. Es besteht aus Elbsandstein mit vier kleinen grünen Säulen aus italienischem Serpentinit. Im südlichen Seitenschiff befindet sich die Sandsteintaufe aus der Renaissancezeit von 1603, geschaffen von H. Köhler d. J. Es ist eine kunstvolle Arbeit ebenfalls aus Elbsandstein.

### Orgel

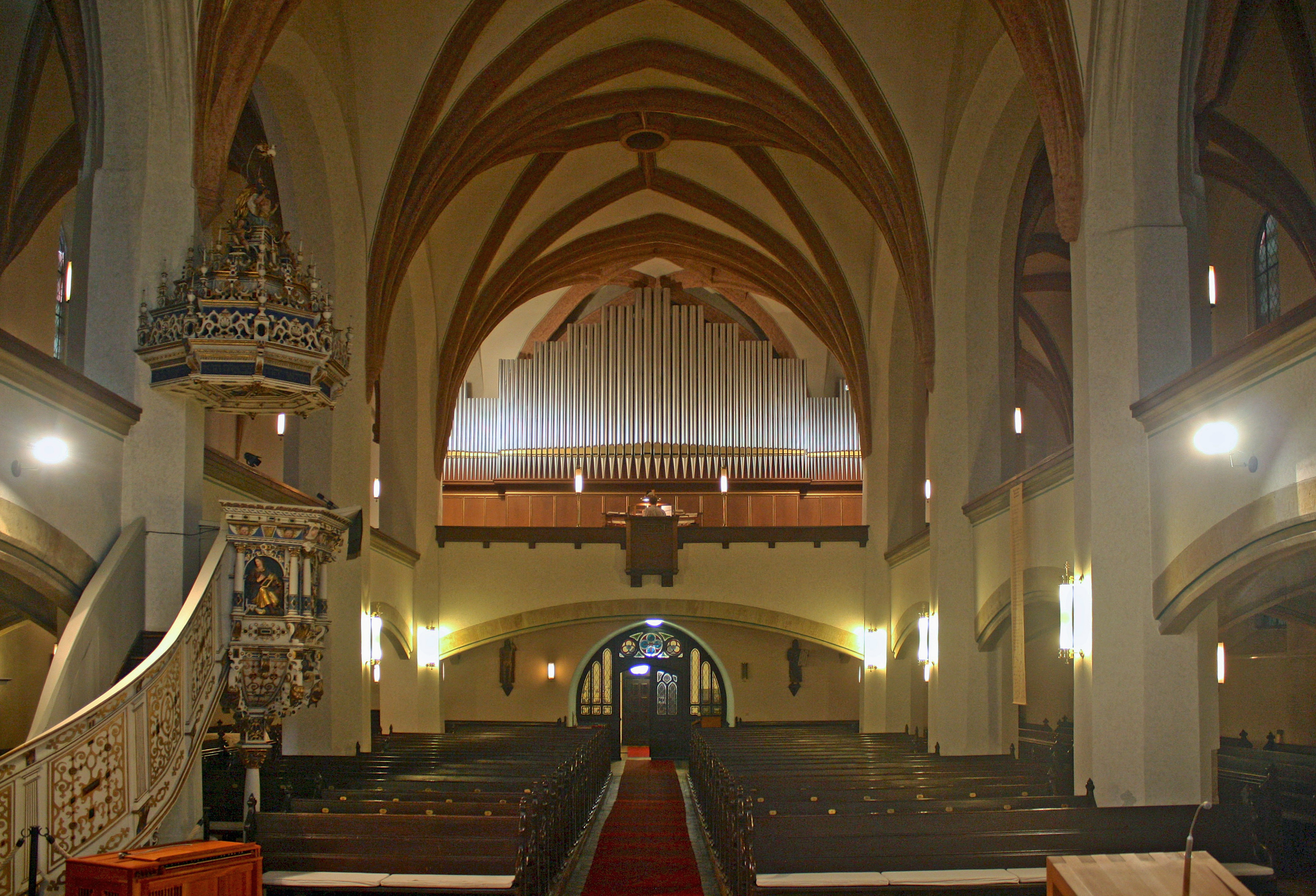
Eule-Orgel von 1929

Die bestehende Orgel ist ein Werk der Orgelbaufirma Eule (Bautzen) und stammt aus dem Jahr 1929. Sie wurde auf Anregung und unter konzeptioneller Einflussnahme des Kantors Paul Störzner gebaut, der sich als Schüler von Max Reger dem Klangideal dieses wichtigen spätromantischen Orgelkomponisten verpflichtet fühlte. In den Jahren 2000–2001 sanierte die Erbauerfirma das Instrument umfassend. Es zeichnet sich durch seine breit angelegte Disposition aus, die sowohl spätromantischen Stimmen, als auch helle barocke Register im Sinne der Orgelbewegung in sich vereint. Die Orgel hat 59 Register (2 Transmissionen in das Pedal) und pneumatische Trakturen.
| I Manualwerk C–a3 |                |      |
| 1.                | Prinzipal      | 16′  |
| 2.                | Prinzipal      | 8′   |
| 3.                | Gamba          | 8′   |
| 4.                | Hohlflöte      | 8′   |
| 5.                | Salicional     | 8′   |
| 6.                | Rohrflöte      | 8′   |
| 7.                | Dolce          | 8′   |
| 8.                | Oktave         | 4′   |
| 9.                | Gemshorn       | 4′   |
| 10.               | Quinte         | 2⁄3′ |
| 11.               | Oktave         | 2′   |
| 12.               | Cornett III–IV |      |
| 13.               | Mixtur III–V   |      |
| 14.               | Trompete       | 8′   |
| 15.               | Regal          | 4′   |

| II Manualwerk C–a3 |               |      |
| 16.                | Gedackt       | 16′  |
| 17.                | Hornprinzipal | 8′   |
| 18.                | Viola         | 8′   |
| 19.                | Quintatön     | 8′   |
| 20.                | Spitzflöte    | 8′   |
| 21.                | Gedackt       | 8′   |
| 22.                | Fernflöte     | 8′   |
| 23.                | Oktave        | 4′   |
| 24.                | Rohrflöte     | 4′   |
| 25.                | Salicet       | 4′   |
| 26.                | Nassat        | 2⁄3′ |
| 27.                | Piccolo       | 2′   |
| 28.                | Mixtur III–IV |      |
| 29.                | Krumhorn      | 8′   |

| III Manualwerk C–a3 |                       |       |
| 30.                 | Lieblich Gedackt      | 16′   |
| 31.                 | Geigenprinzipal       | 8′    |
| 32.                 | Violine               | 8′    |
| 33.                 | Konzertflöte          | 8′    |
| 34.                 | Lieblich Gedackt      | 8′    |
| 35.                 | Vox coelestis         | 8′    |
| 36.                 | Aeoline               | 8′    |
| 37.                 | Prinzipal             | 4′    |
| 38.                 | Wienerflöte           | 4′    |
| 39.                 | Fugara                | 4′    |
| 40.                 | Rohrquinte            | 2⁄3′  |
| 41.                 | Nachthorn             | 2′    |
| 42.                 | Terz                  | 13⁄5′ |
| 43.                 | Quinte                | 1⁄3′  |
| 44.                 | Flageolett            | 1′    |
| 45.                 | Harmonia aetheria III |       |
| 46.                 | Oboe                  | 8′    |
| 47.                 | Vox humana            | 8′    |

| Pedalwerk C–f1 |                      |        |
| 48.            | Bassprinzipal        | 16′    |
| 49.            | Violon               | 16′    |
| 50.            | Subbass              | 16′    |
| 51.            | Bassgedackt (Nr. 30) | 16′    |
| 52.            | Quintbass            | 102⁄3′ |
| 53.            | Bassoktave           | 8′     |
| 54.            | Bassgedackt          | 8′     |
| 55.            | Salicetbass (Nr. 36) | 8′     |
| 56.            | Prinzipal            | 4′     |
| 57.            | Posaune              | 16′    |
| 58.            | Basstrompete         | 8′     |
| 59.            | Singend Cornett      | 2′     |

## In der Umgebung
Der Platz vor der Kirche trägt den Namen von Martin Luther, auf ihm befindet sich ein entsprechendes Denkmal.

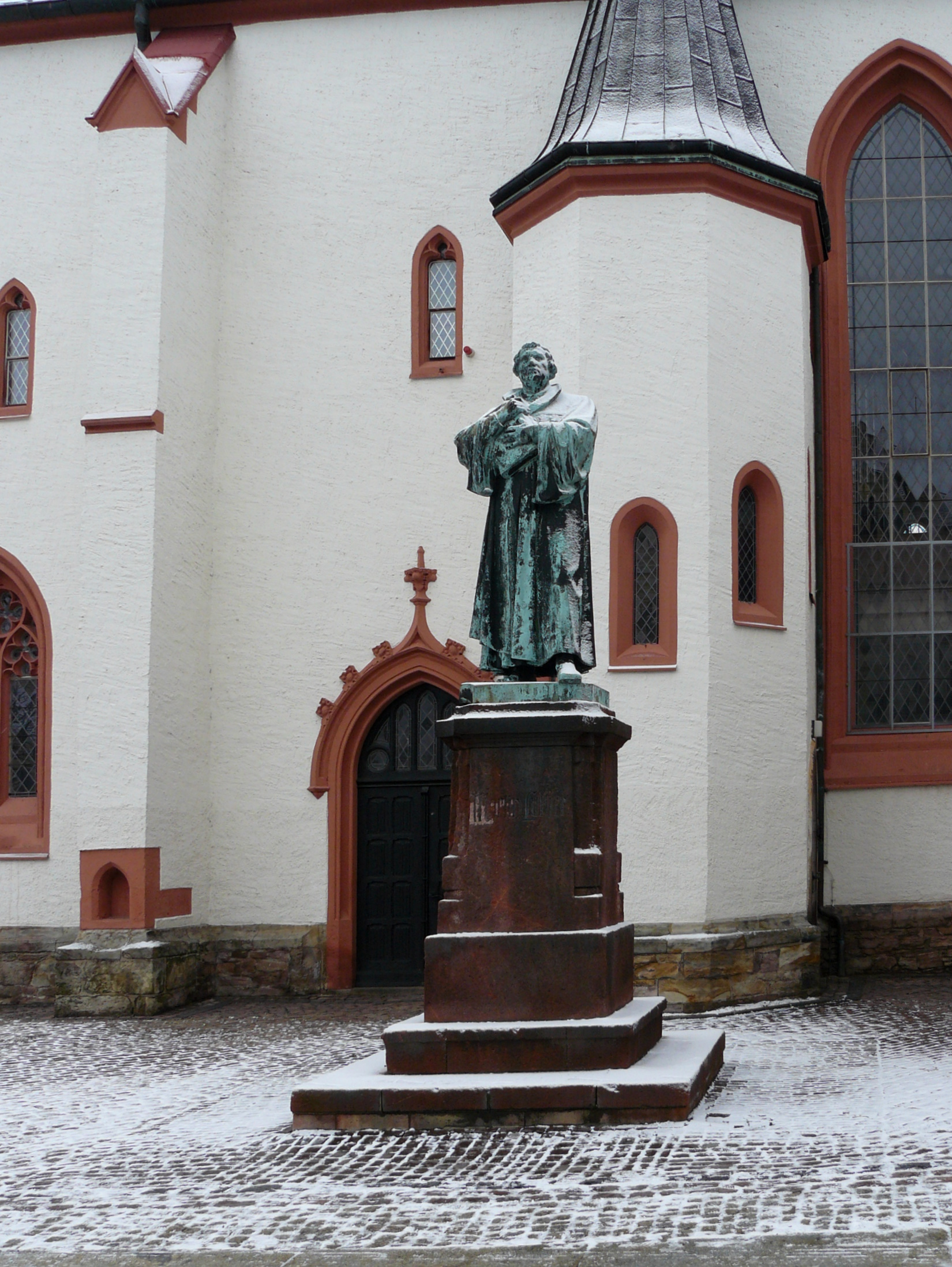
Lutherdenkmal vor der Kirche